# Stelling van Kakutani
De stelling van Kakutani is een resultaat uit de meetkunde, dat is vernoemd naar de Japanse wiskundige Shizuo Kakutani. De stelling beweert dat elk convex lichaam in de 3-dimensionale ruimte een omgeschreven kubus heeft, dat wil zeggen een kubus, waarvan alle zijden het lichaam raken. 
Het resultaat werd door Yamabe en Yujobô verder veralgemeend naar hogere dimensies, en door Floyd naar andere omschreven parallellepipedia.